# David Jason
Sir David John White OBE (født 2. februar 1940) er en britisk skuespiller kendt for sin rolle som Jack Frost i tv-serien En sag for Frost.
I 1993 blev han optaget i Order of the British Empire og slået til ridder i 2005.

## Udvalgt filmografi
- Hogfather (2006) – Albert
- The Colour of Magic (2008) – Vindekåbe

### Tv-serier
- Open All Hours (26 afsnit; 1973-1985) – Granville
- Only Fools and Horses (65 afsnit; 1981-2003) – Derek "Del Boy" Trotter
- Danger Mouse (90 afsnit; 1981-1992) – Danger Mouse m.fl., stemme
- Vinden i piletræerne (47 afsnit; 1984-88) – Hr. Tudse m.fl., stemme
- Count Duckula (40 afsnit; 1988-1993) – Count Duckula m.fl., stemme
- The Darling Buds of May (20 afsnit; 1991-93) – Pop Larkin
- En sag for Frost (42 afsnit; 1992-2010) – William Edward "Jack" Frost
- Still Open All Hours (2013-) – Granville